# GNGT2
GNGT2‏ (G protein subunit gamma transducin 2) هوَ بروتين يُشَفر بواسطة جين GNGT2 في الإنسان.